# Гайовчик Микола Миколайович
Мико́ла Микола́йович Гайо́вчик — полковник Збройних сил України, учасник російсько-української війни. Повний лицар ордена Богдана Хмельницького.

## З життєпису
Станом на серпень 2014 року капітан Гайовчик — льотчик 114-ї бригади тактичної авіації, МіГ-29. Брав участь у бойових діях на сході України.

## Нагороди
- орден Богдана Хмельницького I ступеня (4 грудня 2023) — за особисту мужність і самовіддані дії, виявлені у захисті державного суверенітету та територіальної цілісності України, вірність військовій присязі[1];
- орден Богдана Хмельницького II ступеня (17 листопада 2022) — за особисту мужність і самовіддані дії, виявлені у захисті державного суверенітету та територіальної цілісності України, вірність військовій присязі[2];
- орден Богдана Хмельницького III ступеня (31 жовтня 2014) — за особисту мужність і самовіддані дії, виявлені у захисті державного суверенітету та територіальної цілісності України, вірність військовій присязі[3].